# JRTV
Jordańska Korporacja Radia i Telewizji, JRTV (ang. Jordanian Radio i Television Corporation, arab. ‏مؤسسة الإذاعة والتلفزيون الأردني‎) – jordański publiczny nadawca radiowo-telewizyjny, członek Europejskiej Unii Nadawców. Jordańskie radio powstało w 1948, zaś telewizja rozpoczęła nadawanie w 1968. W 1975 wprowadzono telewizję kolorową, a w 1985 państwowe radio i telewizja zostały połączone w jedną instytucję. 
JRTV posiada obecnie trzy kanały telewizyjne, w tym dwa nadawane drogą naziemną i jeden dostępny w przekazie satelitarnym. Ten ostatni może być w Polsce odbierany z satelity Hot Bird 9. Stacje radiowe firmy nadają w trzech językach: arabskim, angielskim i francuskim.